# Kokoszyńce
Kokoszyńce (ukr. Коко́шинці, Kokoszynci) – wieś na Ukrainie w rejonie czortkowskim należącym do obwodu tarnopolskiego, położona nad rzeką Zbrucz.

## Historia
W II Rzeczypospolitej wieś w powiecie skałackim województwa tarnopolskiego. Stacjonowały tu jednostki graniczne Wojska Polskiego: we wrześniu 1921 w Kokoszyńcach wystawiła placówkę 1 kompania 23 batalionu celnego, a po 1924 w miejscowości stacjonowała strażnica KOP „Kokoszyńce”.
W 1939 r. wieś liczyła 1734 mieszkańców, z których 70% stanowili Polacy. W latach 1941–1945 nacjonaliści ukraińscy z OUN-UPA zamordowali tutaj 28 Polaków, 2 Ukraińców i 1 Rosjanina.
Do 2020 w rejonie husiatyńskim.

## Ludzie
- Ferdynand Chotomski (ur. 20 stycznia 1797 w Kokoszyńcach, zm. 22 października 1880 w Gulczewie) – polski poeta, tłumacz, publicysta, malarz, lekarz, humorysta